# Jorge Pombo
Jorge Marcos Pombo Escobar (Saragozza, 22 febbraio 1994) è un calciatore spagnolo, centrocampista del Kīfisias.

## Caratteristiche tecniche
È un esterno sinistro.

## Carriera
Cresciuto nelle giovanili del Real Saragozza, ha esordito in prima squadra il 7 settembre 2016 in occasione del match di Coppa del Re perso 2-1 contro il Real Valladolid.

## Statistiche
Statistiche aggiornate al 26 agosto 2018.

### Presenze e reti nei club
| Stagione        | Squadra         | Campionato      | Campionato | Campionato | Coppe nazionali | Coppe nazionali | Coppe nazionali | Coppe continentali | Coppe continentali | Coppe continentali | Altre coppe | Altre coppe | Altre coppe | Totale | Totale | Totale |
| Stagione        | Squadra         | Comp            | Pres       | Reti       | Comp            | Pres            | Reti            | Comp               | Pres               | Reti               | Comp        | Pres        | Reti        | Pres   | Reti   |        |
| --------------- | --------------- | --------------- | ---------- | ---------- | --------------- | --------------- | --------------- | ------------------ | ------------------ | ------------------ | ----------- | ----------- | ----------- | ------ | ------ | ------ |
| 2016-2017       | Real Saragozza  | SD              | 16         | 2          | CR              | 1               | 0               |                    | -                  | -                  |             | -           | -           | 17     | 2      |        |
| 2017-2018       | Real Saragozza  | SD              | 34         | 5          | CR              | 4               | 2               |                    | -                  | -                  |             | -           | -           | 38     | 7      |        |
| 2018-2019       | Real Saragozza  | SD              | 2          | 1          | CR              | 0               | 0               |                    | -                  | -                  |             | -           | -           | 2      | 1      |        |
| Totale carriera | Totale carriera | Totale carriera | 52         | 8          |                 | 5               | 2               |                    | -                  | -                  |             | -           | -           | 57     | 10     |        |

## Palmarès

### Club

#### Competizioni regionali
- Copa Catalunya: 1

FC Andorra: 2023-2024

#### Competizioni nazionali
- Souper Ligka Ellada 2: 1

Kīfisias: 2024-2025 (gruppo B)